# Yoga de la risa

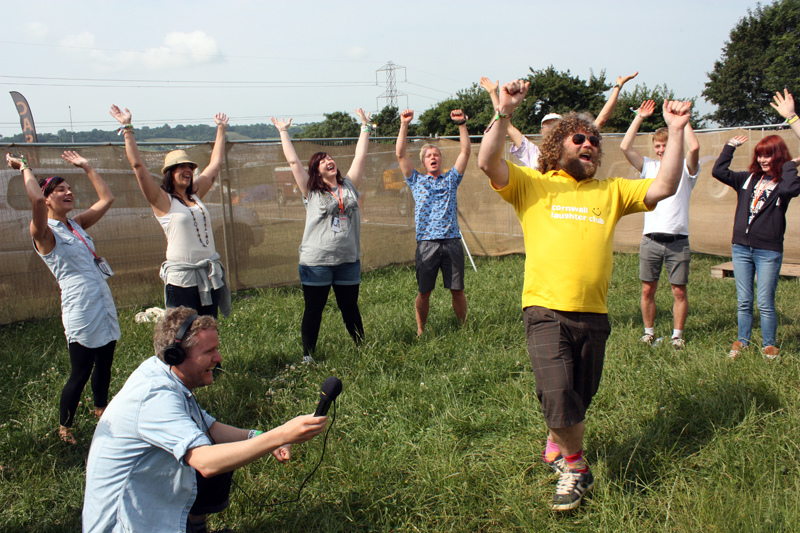
Una sesión de yoga de la risa en el Reino Unido.

El yoga de la risa (Hasya yoga en sánscrito) es un programa de ejercicios basado en la risa que se enfoca en tres elementos: la risa y la alegría, la respiración yóguica y la meditación de atención plena (mindfulness).
El yoga de la risa fue desarrollado en 1995 en Mumbai (India) por el médico de familia Madan Kataria y su esposa Madhuri. Kataria modernizó y simplificó algunos estudios pioneros sobre la risa que se basaban en conceptos similares y los presentó de un modo más estructurado y novedoso.
Kataria, Madhuri y tres de sus amigos fundaron el primer Club social de la risa en un parque de su ciudad. Para lograr desatar y mantener la risa de los participantes, Kataria creó 40 ejercicios básicos basados en situaciones cotidianas y no en chistes o comedias. Kataria describió esta experiencia en su libro de 2002 Laugh for no reason (Ríe sin razón, 2012),  y en su libro de 2021 Laughter Yoga: Daily Laughter Practices for Health and Happiness que incluye datos científicos adicionales e información actualizada.
El yoga de la risa se practica en más de 120 países y se han creado miles de clubes de yoga de la risa, tanto presenciales como virtuales.

## Método
El yoga de la risa se practica por motivos de salud. La risa se inicia como un ejercicio realizado en grupo y rápidamente se convierte en algo natural y contagioso. La gente se ríe intencionadamente sin recurrir al humor, los chistes o la comedia. Esta práctica se basa en la idea de que el cuerpo no puede distinguir entre la risa espontánea y la provocada, siempre que se haga con energía e intención, y así se obtienen los mismos beneficios fisiológicos y psicológicos porque "el cuerpo no sabe que la estamos fingiendo".
En el yoga de la risa se practican ejercicios de respiración para conectar con el diafragma y preparar los pulmones para la risa. A continuación se realizan una serie de ejercicios de la risa que combinan movimientos suaves de improvisación, así como técnicas de visualización lúdicas. Los ejercicios de la risa se intercalan con ejercicios de respiración.

## Beneficios
Según un estudio realizado en 2018, las intervenciones grupales basadas en el yoga de la risa mejoraron los síntomas depresivos a corto plazo, pero no hay evidencias de que el yoga de la risa sea más efectivo que otras intervenciones realizadas en grupo.
Otro estudio y metaanálisis de 2019 sobre las terapias que inducen la risa sugiere que son más efectivas que la risa provocada por el humor y que pueden mejorar la depresión. Sin embargo, la calidad de la evidencia es muy reducida. 
Asimismo, un metaanálisis publicado en 2020 indica que el yoga de la risa no tiene efectos adversos y que podría ser beneficioso para la salud de los adultos mayores: mejora de la presión arterial, el nivel de cortisol y la calidad del sueño, y mejora de la salud psicosocial en relación con la satisfacción vital, calidad de vida, soledad, ansiedad por la muerte, depresión, estado de ánimo y sentimiento de felicidad.

## Relacionado
- Estudio de la risa
- Día Mundial de la Risa
- The Laughing Club of India, documental de Mira Nair sobre el Club de la risa fundado por Madan Kataria